# 胡钦
胡钦，山東庆云人，明朝政治人物。贡士出身。

## 生平
宣德十年（1435年）中舉人。景泰年间任福建延平府知府。官至山西左布政使。